# Café-licor
El café-licor es un licor elaborado a base de café propio de Alcoy, al norte de la provincia de Alicante en España. Es muy popular en esta zona y su consumo está muy relacionado con las fiestas de Moros y Cristianos de este lugar. 
Destacar también que hay una bebida muy similar, llamada Licor Café, que es típica de las zonas Murcia y Galicia. Sin embargo, la principal diferencia existente entre estas dos bebidas es que esta última tiene un sabor dulce, lo que la convierte en un complemento ideal para tomar o acompañar en el postre.

## Origen
El origen se remonta a principios del siglo XIII, cuando Alcoy se encontraba sobre territorio árabe. Los árabes atribuyen propiedades curativas al café, gracias a que el Arcángel San Gabriel entregó a Mahoma la primera taza de café como recompensa a sus piadosas vigilias, volviéndole más vigoroso. Aquella taza de café se llamó “qahwa” en honor a la Piedra Negra de la Kaaba en La Meca y que significa fuerza y vigor. Una de las variantes más conocidas en la época era la introducción de unas cucharadas de licor. 
Durante la revolución industrial alcanzó su popularidad máxima, apareciendo los primeros fabricantes que envasaban este tipo de bebida ya preparada. Los trabajadores del sector textil en las comarcas  de la Hoya de Alcoy y del Condado de Cocentaina solían tomar el café que llevaban en sus termos con unas gotas de aguardiente para poder soportar el frío del invierno y las largas jornadas de trabajo.

## Elaboración
El café licor es una bebida espirituosa obtenida por maceración de café arábica de tueste natural en alcohol neutro de origen agrícola, con una graduación alcohólica comprendida entre 15 y 25 % vol. y de una coloración pardo-oscura. El periodo mínimo de maceración del café en el alcohol es de diez días.
Las marcas más comerciales de esta bebida son Cerol y Pastor, aunque existen otras también consumidas con una difusión menor. Este es el caso del café Sancho o el café Olcina. También es habitual encontrarse un café de feta, es decir, hecho de forma artesana y casera; aunque lo cierto es que este tipo de café licor no cuenta con ningún tipo de inspección y control sanitario.
Su elaboración artesanal está regulada por la denominación de origen Bebidas Espirituosas Tradicionales de la Provincia de Alicante, junto con la del anís paloma de Monforte del Cid, el herbero de la Sierra de Mariola y el cantueso alicantino.
Las empresas que forman parte del Consejo Regulador son:
- Licores Sinc S.A. (Alcoy): elabora artesanalmente las Bebidas de Café con marca Cerol, Sancho y Olcina cada una de ellas con su toque peculiar que le da las variedades de café y el tueste que realiza el maestro tostador en la propia empresa.
- Limiñana y Botella (Monforte del Cid): elabora el Anís marca Tenis. Siempre por el método de destilación en alambiques de cobre. Es la marca más consumida en este tipo de bebida.
- Destilerías de Monforte del Cid (Monforte del Cid): esta empresa también se dedica mayoritariamente a la fabricación de Anís Paloma de Monforte, fabricando dos marcas, Anís Salas, y Anís Candela.
- Salas y Sirvent (Elche): elabora mayoritariamente el Cantueso Oro por destilación y luego añejamiento en barriles de roble.

## Consumo
Esta bebida se consume sola, o combinada con otras recibiendo diversos nombres cada combinado (mescle):
- Plis-play: 1/2 de café licor y 1/2 de refresco de cola. Se toma con vaso de tubo sin hielo.
- Burret igual que el plis-play pero con hielo, esta forma de tomarlo es muy típica en la Marina Alta
- Plis-play amb casera: 1/2 de café licor y 1/2 de gaseosa.
- Mentira: 1/2 de café licor y 1/2 de agua-limón (granizado de limón típico de Alcoy o granizado negro típico de Cocentaina ).
- Barraqueta o Pingüino: 1/3 de café licor y 2/3 de horchata de chufa valenciana.
- Burret al limón: 1/3 de café licor y 2/3 de refresco de limón. (Coffe-Lemond)
- Butanito: 1/3 de café licor y 2/3 de bitter sin alcohol.
- Xinet: 1/3 de café licor y 2/3 de batido de vainilla.
- Chocolatero: 1/3 de café licor y 2/3 de batido de chocolate. Se mezcla el café licor con el batido y se sirve frío en vaso de tubo con un gorrito de nata montada y una cañita de barquillo.
- Negreta: 1/3 de café licor y 2/3 de cerveza.
- Sambori: 1/2 de café licor, 1/2 de refresco de cola y un chorrito de Malibú.
- Tio K-los: 1/3 de café licor y 2/3 de bebida energética.
- Chupito Tio K-los: 2/3 de licor 43 y 1/3 de café licor.
- Gallego: 3/3 de licor café.
- Mentira original: 1/2 de café licor y 1/2 de agua-limón negro.